# 菅野莉央
菅野莉央（日语：／ Kanno Rio；1993年9月25日—）是一位日本女演员（前童星）兼艺人。
出生于埼玉县。所属经纪公司为Amuse 。毕业于法政大学人类环境学部 。

## 经历
- 2岁左右加入YKAgent。
- 1997年，以《校长换了学校跟着换》作品出道。
- 2002年，以电影《鬼水怪谈》首次出演电影。在片中饰演女主角黑木瞳的女儿。
- 2007年，转会至Amuse公司。
- 2016年3月毕业于法政大学人类环境学部人类环境学科。

## 人物
- 兴趣是阅读，特长是游泳。
- 与同在事务所的演员神木龙之介同年，同时属于中央集团。

## 演出作品

### 连续剧
- 校长换了学校跟着换（1997年12月12日， TBS）
  - 校长换了学校跟着换2（1998年12月12日，TBS）
- 世界奇妙物語秋季特别版「和服少女」（1999年9月9日，富士电视台）-神秘少女（和服少女）
- 青鸟症侯群（1999年10月10日 - 12月16日，朝日电视台）
- 邻人偷笑的秘密 第8集（1999年12月12日，NTV ）
- 奇妙的恐惧故事040 「遥远的约定」前篇・後篇（2000年5月31日・6月1日，TBS）
- 给我爱 第1集～第4集（2000年7月5日 - 26日，富士电视台）
- 内田春菊的连环女星杀人案 第2集（2001年1月1日，NTV）
- 星之恋 第4集（2001年11月1日，富士电视台）-小金井千佳
- 天使的歌聲～兒科醫院的奇蹟～（2002年8月9日，富士电视台） -高野賴子（少女时代）
- 优香座影院《圣诞的约定》（2002年12月23日，朝日电视台）
- 14個月~妻子變回了兒童 第6集 - 最后一集（2003年8月11日 - 9月8日，讀賣電視台）-五十岚裕子（少女时代）
- A太太~她是离异、有三个孩子的魔女（2003年11月25日，名古屋電視台）
- BUNNY-喬瑟與虎與魚群 another story（2004年3月28日，關西電視台）-José（童年）
- 真恐怖故事 第2季「死人的表演」（2004年10月11日，富士电视台）-园田奈津美主演
- 連續電視小說（NHK）
  - 风之哈鲁卡 第1集 - 第96集（2005年10月3日 - 2006年1月27日）—— 木内奈奈枝（幼年）
  - 大姊當家（2016年5月27日 - 6月18日）-鳥巢商事打字員
- 西游记 第9集（2006年3月6日，富士电视台）-翠香
- 少年白虎隊（2007年1月6日 - 7日，朝日电视台）-西郷瀑布子
- 轟轟戰隊冒險者 第47集 - 最后一集（2007年1月28日 - 2月11日，朝日电视台） - 女孩（Leona）
- 大河剧（NHK）
  - 風林火山 第8、26、36集（2007年2月25日、7月1日、9月9日）-美瑠姫（少女时代）
  - 直衝青天 第35集 - 最后一集（2021年11月14日 - 12月26日）-大倉徳子[2]
  - 致光之君 第32集 - 第41集（2024年8月25日 - 10月27日） - 左衛門的內侍
- 別開玩笑！（2007年4月15日 - 6月24日，TBS）-廣瀨世戀
- 樱道（2009年3月17日，读卖电视台）-佐藤未央子
- 假面骑士Decade 第16集、第17集（2009年5月10日 - 17日，朝日电视台）- 饰演 真由
- 女仆侦探 第4集（2009年7月24日，朝日电视台）-桃花
- 助手 第8集（2009年8月27日，富士电视台）-山浦千佳
- 粉紅系男孩- 第3集-最后一集（2009年10月27日 - 11月3日，富士电视台）-咲山入香
- 不良仔與眼鏡妹（2010年4月23日 - 6月25日，TBS）-鹽田步
- 醫龍-Team Medical Dragon- 3 最后一集（2010年12月16日，富士电视台）-高瀨惠
- 絕對零度-悬案特别调查-特辑（2011年7月8日，富士电视台）-陳一琳
- 密探绘里香 第9集（2011年12月1日，读卖电视台）-土井雪絵
- Going My Home（2012年10月9日 - 12月18日，关西电视台）-若木潤
- 相棒 第12季 第7集「证人证词」（2013年11月27日，朝日电视台）-東海林美久
- 東京特許許可局（2014年4月7日 - 2015年3月23日，NHK教育頻道）-田中岳子
- 昨晚的咖喱，明天的面包 第1集（2014年10月5日，NHK BS Premium）
- 灰姑娘约会（2014年11月3日 - 12月26日，东海电视台/富士电视台）-島田早紀
- 温泉杀人事件系列3 「修善寺温泉杀人事件」（2017年6月12日，TBS）-辻堂小夜子
- UNNATURAL 第2集（2018年1月19日，TBS）-三毛貓
- GIVER 复仇的给予人 第7集（2018年8月24日，东京电视台）-饭野里美[3]
- 下町火箭 第2季（2018年10月14日 - 12月23日，TBS）-坂本菜菜緒[4]
- Trace～科搜研之男～ 第1集（2019年1月7日，富士电视台）- 五十嵐美加 [5]
- 惡魔的手毬歌（2019年12月21日，富士电视台）-由良泰子[6]
- 警視廳・搜查一課長 第四季 第13集（2020年8月13日，朝日电视台）-塚井麻帆
- 監察醫 朝顏 第二季 第15集（2021年2月22日，富士电视台）-猿渡優香[7]
- 獅子的點心（2021年6月27日 - 8月15日，NHK BS Premium）-阿久津洋子（小时候）
- SUPER RICH（2021年10月14日 - 12月23日，富士电视台）-鲛岛彩[8]
- Crosstail ～侦探教室～ 第2集（2022年4月16日，東海電視台 / 富士电视台）-上原麻里乃[9]
- カナカナ 第1集（2022年5月16日，NHK综合）- 铃木先生[10]
- 工口男友令我着迷（2022年6月7日 - 8月9日，富士电视台）- 清田瑠璃[11] [注 1]
- Chaser Game 第1、6、7集（2022年9月9日・10月14日・21日，东京电视台）-守田円花[12]
- PICU 兒童加護病房（2022年10月10日 - 12月19日，富士电视台）-河本舞[13]
  - PICU 兒童加護病房 SP 2024（2024年4月13日）
- 苦中帶甜（2023年4月20日 - 6月22日，東海電視台）-松島瑠璃
- 犬神家一族（2023年4月22日・29日，NHK BS Premium / NHK BS4K）-犬神小夜子
- 讚美的人和被讚美的人（2023年6月12日 - 8月3日，NHK綜合）-上原芳美
- 我家律師很麻煩（2023年10月13日 - 12月22日，富士電視台）-大神楓
- My Diary 第6集・第7集（2024年12月1日・8日，朝日放送電視台 / 朝日電視台） -恩村優見
- 小圓26歲，是名實習醫生！ 第5集・第6集（2025年2月11日・18日，TBS）-榎本とら
- 問題物件 第9集・第10集（2025年3月12日・19日，富士電視台）-馬場亞紀
- 醫師阿修羅 第1集（2025年4月16日，富士電視台）-小倉佐江
- 宛如粼光夫婦日和 第6集（2025年5月29日，富士電視台）-冴島久
- 最後的鑑定人 第2集（2025年7月16日，富士電視台）-戶部一美

### 电影
- 鬼水怪谈（东宝、2002年1月19日）-松原郁子
- 唱詠戀愛♪ （2002年11月16日、东宝）
- 喬瑟與虎與魚群 （2003年12月12日， Asmik Ace ）-喬瑟（童年）
- 粗心的代價（2004年1月17日，There's Enterprise/Ken Groove）-关川美咲（童年）
- 在世界的中心呼喊愛情（2004年5月8日，东宝）——藤村律子（童年）
- 哈尔的移动城堡（2004年11月20日，东宝）-瑪姬（配音）
- 狗狗心事 （2005年3月19日， Xanadu ）-Kaori（童年）
- 靈異咒 （Xanadu，2005年8月20日）-Kana Yano
- 最美的水（2006年10月7日， Amuse Soft Entertainment / 博报堂DY Media Partners ）-谷村夏美
- 梦十夜 第四夜（2007年1月27日日活）-日向遥
- 茶茶 天涯的貴妃 （2007年12月22日，东映） -茶茶 （童年）角色
- 狗狗心事 Inu no Eiga （2011年1月22日，Asmik Ace ）-三浦先生的女儿角色
- 當按下開關時（2011年9月17日、面对面/Libero）-田原爱子
- 惡之教典（2012年11月10日东宝）-高桥柚香
- 祭品的困境<上>（2013年7月13日， Geneon Universal Entertainment ）-紺野玲[14] [15]
- 暗金烂狗 2（2016年4月9日， AMG Entertainment ）
- じんじん ~No.2~ (2017年9月2日, Pipeline) [16] [17]
- 两个昨天和我的未来（2018年11月7日，坎特）-白石绘梨[18]
- 跑步！-3部电影-  “ACTOR”（2019年11月2日，Movie Act Project）
- 人数之町（2020年9月4日， Kino Films ）
- 地狱花园（2021年5月21日，华纳兄弟电影）-诗织的弟弟
- 我们是大人（2022年6月10日，兔屋）-臼井[19]

### 网络剧
- 手を握る泥棒の物語（2004年2月17日-2005年5月31日， CasTY ）
- マナブ ハタラク ユメヒラク（2011年4月23日至7月23日，网络）-高橋奈奈 [注 2]
- 惡之教典 -序章- （2012年10月15日-11月5日，蜜蜂电视）-高桥柚香[注 3]
- 工口男友令我着迷（2021年9月18日至11月6日， FOD ）-清田瑠璃[21]

### 广播节目
- 时空冲击 21 （2000年10月23日 - 2002年3月25日，朝日电视台） [注 4]

### CM
- 日产汽车 便携式儿童座椅（2000年4月 -）
- 可果美 番茄汁（2000年7月-）
- 汤米 口袋妖怪聊天之城。（2000年7月-）
- 花王 清洁剂（2001年2月-）
- 三幸 味付け酱油 (2001年8月-)
- 永旺（2001年12月-）
- Oriental Land东京迪士尼乐园 D-POP♪ 魔法！ (2002年2月-)
- 大和生命 《多元文化家庭》（2002年6月-）
- 丸宫食品工业海苔鸡蛋饭调味料（2003年2月～）
- 三得利天然水《南阿尔卑斯》 （2003年4月～）
- 鈴木 Wagon R （2003年5月-）
- 东京电力公司（2003年7月-）
- 松下 3CCD数码相机 (2003年8月-)
- 九州通信网 BBIQ（2003）
- 日本肯德基（2004年7月-）
- NTT docomo docomo shop（2007年8月～）
- 中央学院集团 形象人物（2011年）中央学院集团形象角色
- 丰田 PLUG-IN锦标赛（2012年10月-）
- JR东海 东京书签（2014年2月～）
- 爱丽思欧雅玛

## 外部连接
- アミューズによるプロフィール
- 菅野莉央 （页面存档备份，存于） - オリコン芸能人事典
- . セントラル子供タレント 活躍タレント紹介!. セントラルグループ.   [2014-07-14]. （原始内容存档于2006-10-13）.
- アミューズFacebook （页面存档备份，存于）